# 建国门站
建国门站是一个位于中国北京市东城区建国门街道与朝阳区建外街道交界东二环、建国门内大街、建国门外大街、建国门北大街、建国门南大街、东直门南大街交叉口建国门桥下方，属于北京地铁1号线和2号线的地铁换乘站。

## 车站结构

### 楼层分布
| 地面层               | 出入口                                | A—C出入口、票务服务、自动售票机、一卡通充值 |
| 地下一层 2号线站台层 |                                       | 2号线外环（朝阳门）                         |
| 地下一层 2号线站台层 | 岛式站台，左侧開门                    |                                             |
| 地下一层 2号线站台层 | 2号线内环（北京站）                   |                                             |
| 地下二层 1号线站台层 |                                       | 1号线往古城（东单）                         |
| 地下二层 1号线站台层 | 岛式站台，左侧開门                    |                                             |
| 地下二层 1号线站台层 | 1号线往环球度假区（八通线）（永安里） |                                             |

### 站厅

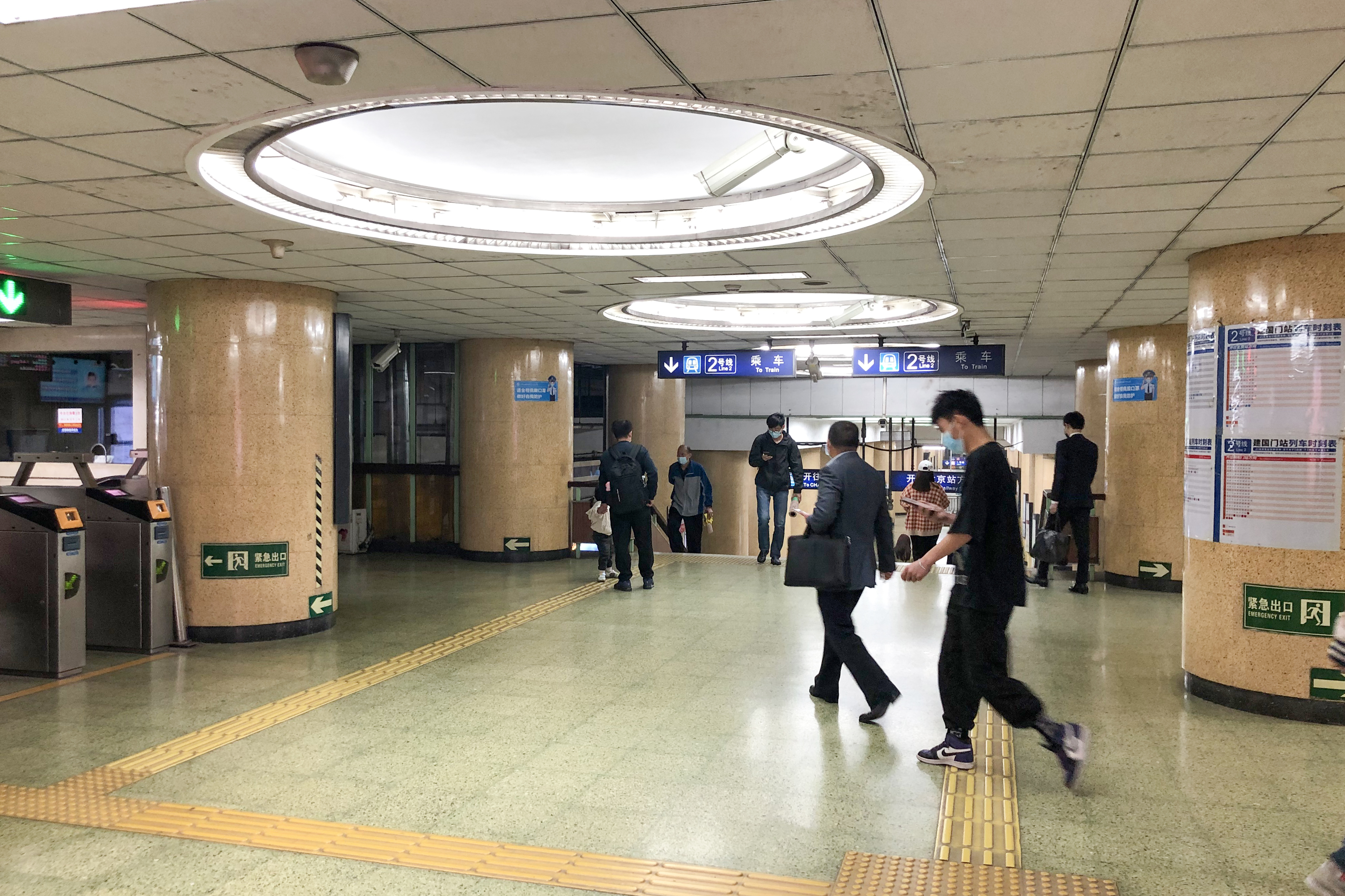
2号线站厅
（2021年4月摄）

- 站厅地下一层（靠近地面的一层）：2号线
- 站厅地下二层：1号线

### 站台
1号线与2号线均采用島式月台，其中2号线站台位于建国门北大街－建国门南大街地底，1号线站台位于建国门内大街－建国门外大街地底。2号线月台北端设有一条渡线，1号线月台东端及2号线月台南端均设有两条联络线，方便列车进行车务调度使用。

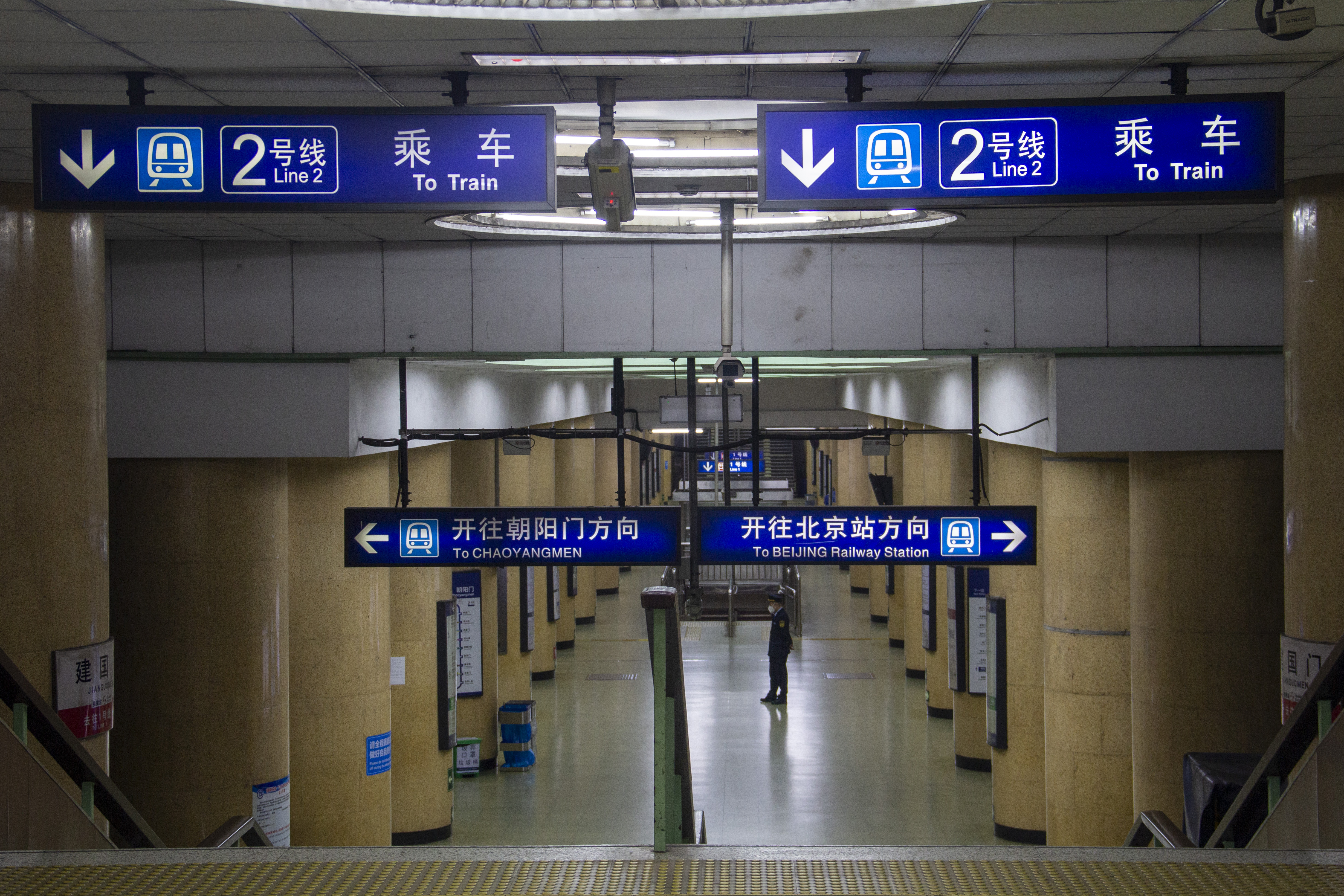
二号线站台
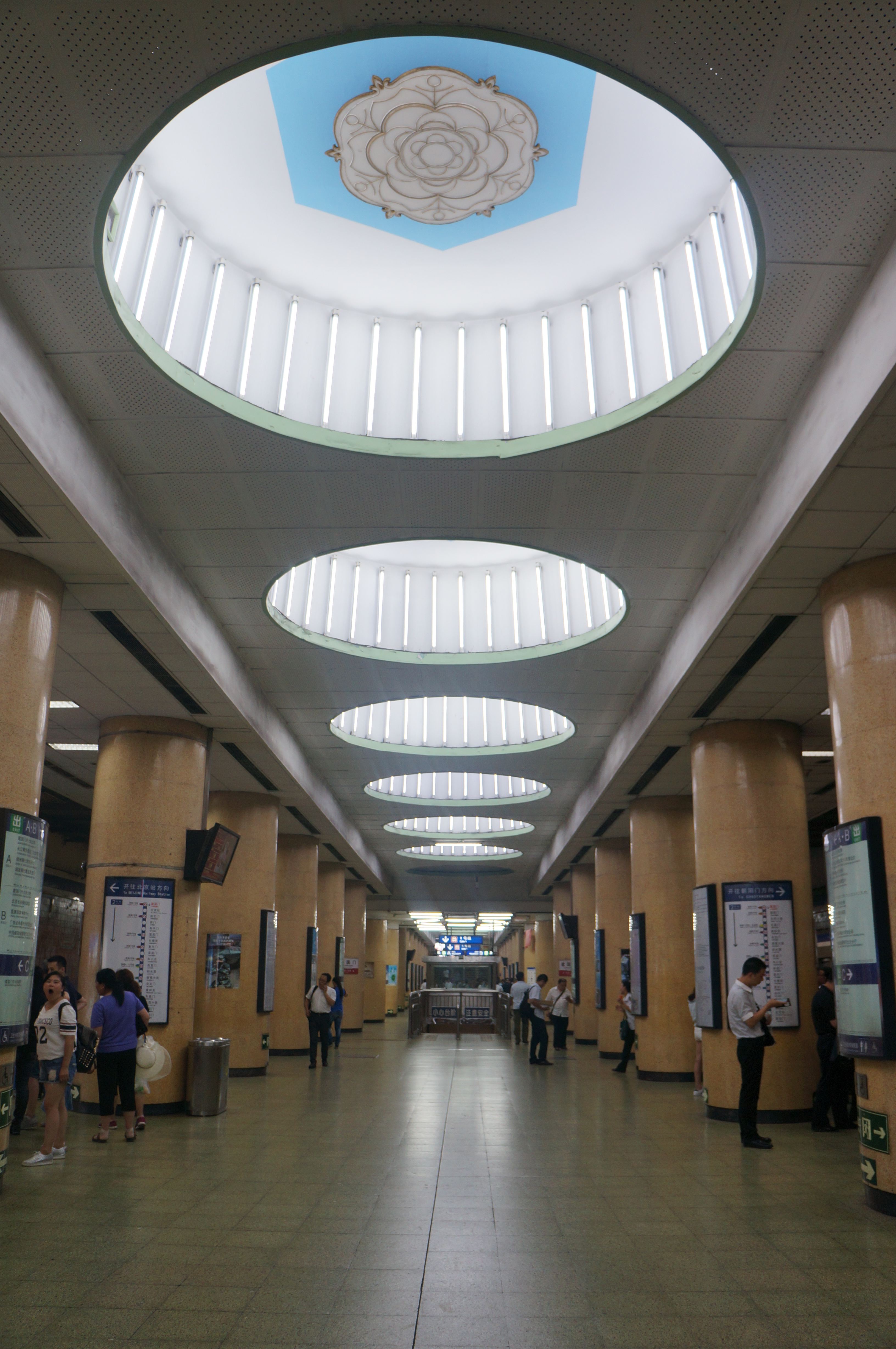
2号线站台天花板 （2016年6月摄）
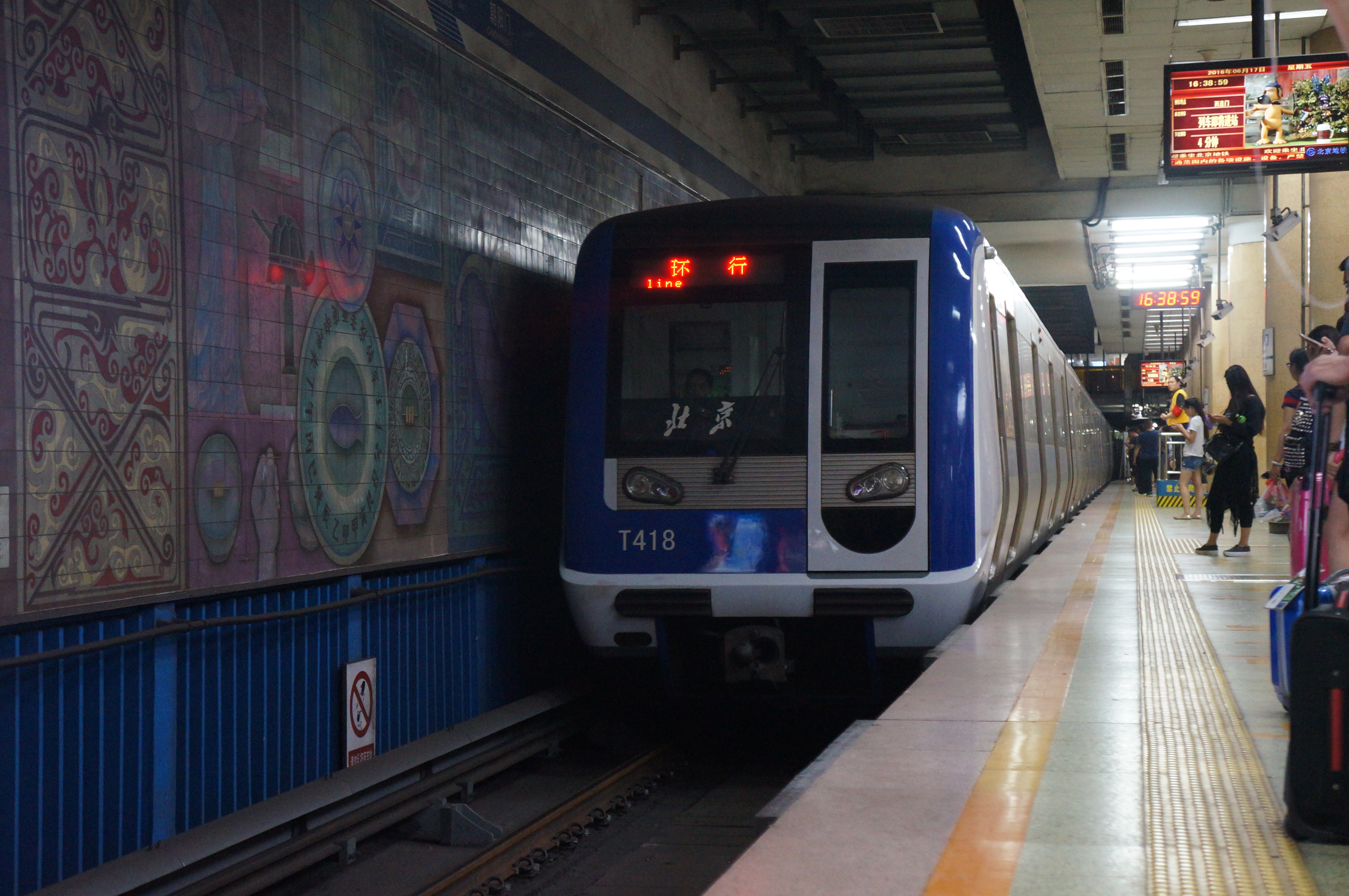
一列北京地铁DKZ16型电动车组进入建国门站2号线内环站台（2016年6月摄）
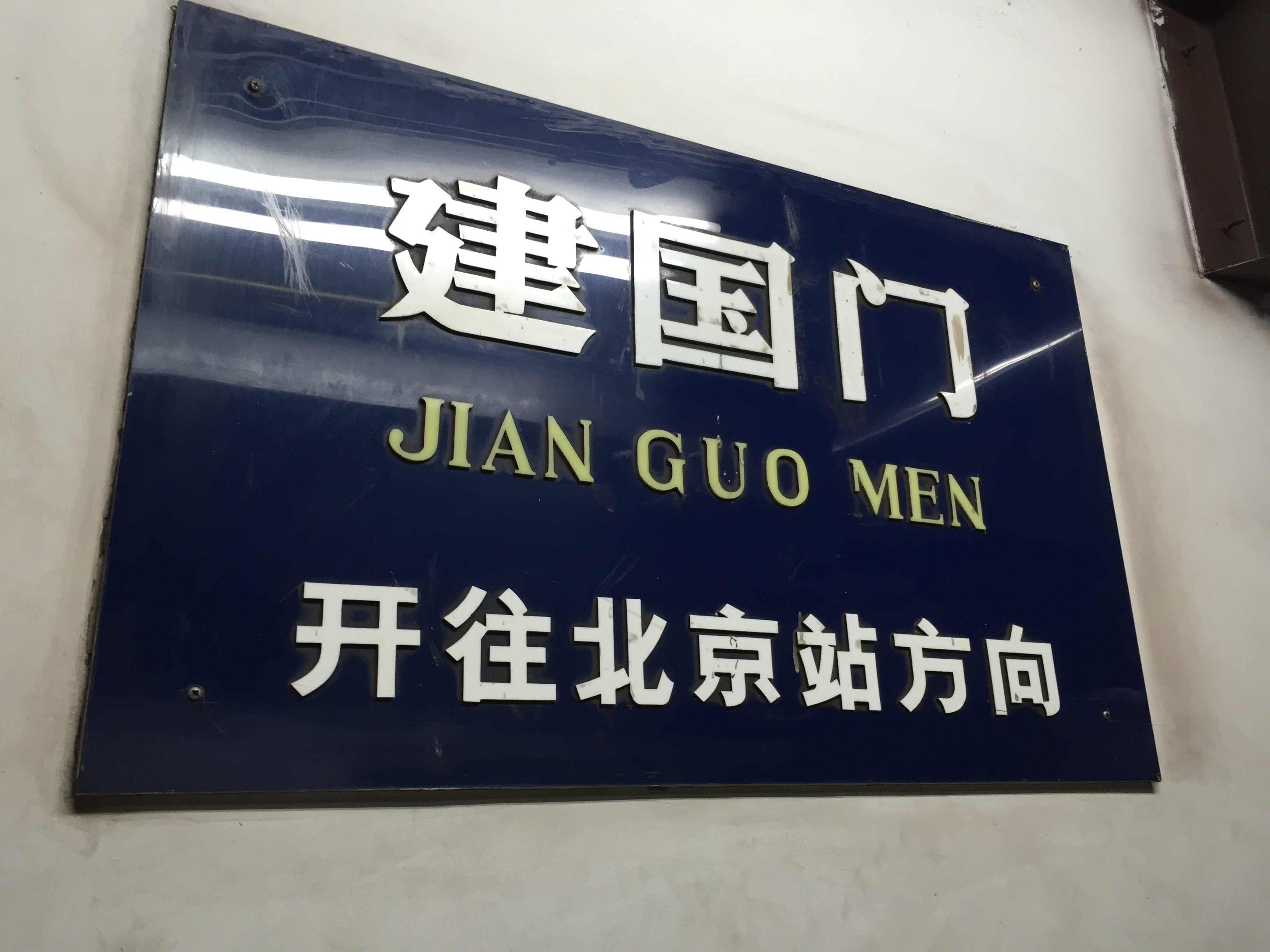
2号线建国门站内环方向的早期站牌 （2015年4月摄）

### 车站艺术
2号线建国门站站台两侧均有陶瓷壁畫：内环方向壁画《四大发明》由彦东、易苏昊创作，展现中国古代四大发明；外环方向壁画《中国天文史》由袁运甫和钱月华设计，以中国天文学史为主题。

## 出入口
这个地铁站一共有3个出口：A西北、B东北、C西南。
|                           |                      |                                      |      |            |
|                           |                      |                                      |      |            |
| 编号                      | 指示                 | 建议前往的目的地                     | 照片 | 无障碍设施 |
| 连通 1号线 2号线站厅      |                      |                                      |      |            |
| 出口 · A                  | 建国门内大街（北侧） | 中国社会科学院                       |      | 不適用     |
| 连通 2号线站厅            |                      |                                      |      |            |
| 出口 · B · 轮椅升降台标志 | 建国门外大街（北侧） | 建国门外外交公寓                     |      | 仅2号线    |
| 连通 1号线 2号线站厅      |                      |                                      |      |            |
| 出口 · C · 轮椅升降台标志 | 建国门内大街（南侧） | 中华人民共和国海关总署、北京古观象台 |      | 仅1号线    |
| 註： 設有輪椅升降台       |                      |                                      |      |            |